# کوجیبیوس
کوجیبیوس (به انگلیسی: Kojibiose) با فرمول شیمیایی C۱۲H۲۲O۱۱ یک ترکیب شیمیایی با شناسه پاب‌کم ۱۶۴۹۳۹ است. که جرم مولی آن ۳۴۲٫۳ g/mol می‌باشد. 